# Robert G. Vignola

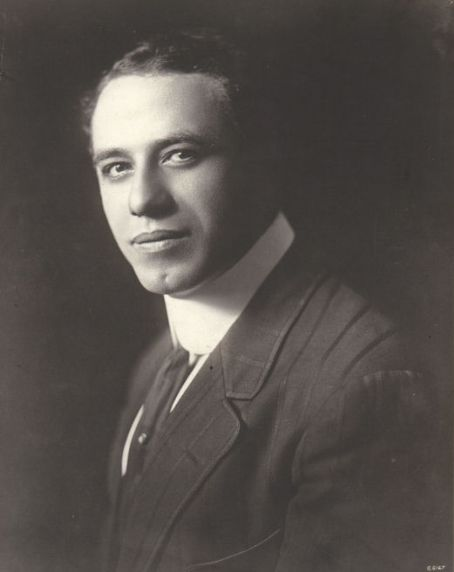
Robert G. Vignola

Robert G. Vignola (* 5. August 1882 in Trivigno, Provinz Potenza, Italien; † 25. Oktober 1953 in Hollywood) war ein US-amerikanischer Schauspieler, Drehbuchautor und Regisseur mit italienischer Herkunft.

## Leben
Robert Vignola begann seine Karriere in den Kalem Studios und zwischen 1906 und 1911 spielte er in mehr als 87 Filmen, unter anderem den Judas in Sidney Olcotts From the Manger to the Cross (1912). Später wechselte er das Genre und arbeitete erfolgreich als Drehbuchautor und Regisseur.

## Schauspieler
- 1906: The Black Hand
- 1907: Pony Express
- 1908: Over the Hill to the Poorhouse
- 1908: The Kenntuckian
- 1908: The Fight for Freedom
- 1909: The Cardlboard Baby
- 1910: A Colonial Belle
- 1910: A Lad from Old Ireland
- 1910: The Roses of the Virgin
- 1910: The Stranger
- 1911: A War Time Escape
- 1911: A Saw Mill Hero
- 1911: The Fiddle's Requiem
- 1911: Then Love of Summer Morn
- 1911: Rory O’More
- 1911: The Colleen Bawn
- 1911: Arrah-Na-Pogue
- 1912: The O’Neill
- 1912: The Fighting Dervishes of the Desert
- 1912: Missionaries in Darkest Africa
- 1912: An Arabian Tragedy
- 1912: Captured by Bedouins
- 1912:Tragedy of the Desert
- 1912: A Prisoner of the Harem
- 1912: Down Through the Ages
- 1912: From the Manger to the Cross; or, Jesus of Nazareth
- 1912: The Kerry Gow
- 1912: Ireland, the Oppressed
- 1912: The Shaughraun
- 1913: The Wives of Jamestown
- 1913: A Sawmill Hazard
- 1913: A Desperate Chance
- 1913: The Prosecuting Attorney
- 1913: Lady Peggy's Escape
- 1913: The Peril of the Dance Hall
- 1913: The Message of the Palms
- 1913: The War Correspondent
- 1913: Prisoners of War
- 1913: The Scimitar of the Prophet
- 1913: The Fire-Fighting Zouaves
- 1913: The Alien
- 1913: The River Pirates
- 1913: Shenandoah
- 1913: The Hardest Way
- 1913: The Vampire
- 1913: The Padrone's Plot
- 1913: The Octoroon
- 1914: The Show Girl's Glove
- 1914: The Hand of Fate
- 1914: The Devil's Dansant
- 1914: The Dancer
- 1914: The False Guardian
- 1914: The Menace of Fate
- 1914: A Midnight Tragedy
- 1915: The Scorpion's Sting
- 1915: The Stolen Ruby
- 1915: In the Hands of the Jury
- 1915: Honor Thy Father
- 1915: The Crooked Path
- 1915: The Maker of Dreams
- 1915: The Vanderhoff Affair

## Regisseur
- 1911: Rory O’More
- 1913: Primitive Man
- 1913: The Vampire
- 1913: The Bribe
- 1913: The Smuggler
- 1913: The Lost Diamond
- 1913: A Stolen Identity
- 1913: The Hidden Witness
- 1913: A Victim of Heredity
- 1913: Man's Greed for Gold
- 1913: The Alien
- 1913: The Scimitar of the Prophet
- 1913: Prisoners of War
- 1913: The War Correspondent
- 1913: The Message of the Palms
- 1914: The Hate That Withers
- 1914: Her Bitter Lesson
- 1914: The Man of Iron
- 1914: The Hazards of Helen
- 1914: A Midnight Tragedy
- 1914: The Menace of Fate
- 1914: The False Guardian
- 1914: Seed and the Harvest
- 1914: The Dancer
- 1914: The Barefoot Boy
- 1914: Into the Depths
- 1914: The Devil's Dansant
- 1914: The Hand of Fate
- 1914: The Storm at Sea
- 1914: The Mystery of the Yellow Sunbonnet
- 1914: The Vampire's Trail
- 1914: In Wolf's Clothing
- 1914: Through the Flames
- 1914: The Show Girl's Glove
- 1914: The Dance of Death
- 1914: The Cabaret Dancer
- 1914: The Shadow
- 1914: The Hand Print Mystery
- 1914: Her Husband's Friend
- 1915: The Luring Lights
- 1915: The Pretenders
- 1915: The Vanderhoff Affair
- 1915: The Maker of Dreams
- 1915: Don Caesar de Bazan
- 1915: The Crooked Path
- 1915: Honor Thy Father
- 1915: The Haunting Fear
- 1915: A Sister's Burden
- 1915: The Destroyer
- 1915: The Haunted House of Wild Isle
- 1915: The Siren's Reign
- 1915: The Night Operator at Buxton
- 1915: Barriers Swept Aside
- 1915: In the Hands of the Jury
- 1915: The Stolen Ruby
- 1915: The Scorpion's Sting Seventeen
- 1916: The Reward of Patience
- 1916: Under Cover
- 1916: The Black Crook
- 1916: The Evil Thereof
- 1916: The Moment Before
- 1916: Audrey (als Robert Vignola)
- 1916: The Spider
- 1916: Seventeen
- 1917: The Hungry Heart
- 1917: The Love That Lives
- 1917: Great Expectations
- 1917: Her Better Self
- 1917: Double Crossed
- 1917: The Fortunes of Fifi
- 1918: Women’s Weapons
- 1918: The Girl Who Came Back
- 1918: The Savage Woman (im Abspann nicht erwähnt)
- 1918: The Claw
- 1918: The Reason Why
- 1918: The Knife
- 1919: More Deadly Than the Male
- 1919: His Official Fiancée
- 1919: The Third Kiss
- 1919: The Heart of Youth
- 1919: Louisiana
- 1919: An Innocent Adventuress
- 1919: The Woman Next Door
- 1919: The Home Town Girl
- 1919: Experimental Marriage
- 1919: The Winning Girl
- 1920: The World and His Wife
- 1920: The Thirteenth Commandment
- 1921: Enchantment
- 1921: The Woman God Changed
- 1921: Straight Is the Way
- 1921: The Passionate Pilgrim
- 1922: When Knighthood Was in Flower
- 1922: The Young Diana (Co-Regisseur)
- 1922: Beauty's Worth
- 1923: Adam and Eva
- 1924: Married Flirts
- 1925: Déclassé
- 1925: Frauen und Pferde (The Way of a Girl)
- 1926: Fifth Avenue
- 1927: Cabaret
- 1928: Tropic Madness
- 1929: The Red Sword
- 1933: Broken Dreams (als Robert Vignola)
- 1934: The Scarlet Letter
- 1935: The Perfect Clue (als Robert Vignola)
- 1937: The Girl from Scotland Yard (als Robert Vignola)

## Drehbuch
- 1913: The Vampire
- 1914: The Barefoot Boy
- 1914: The Vampire's Trail
- 1914: The Beast
- 1914: The Dance of Death
- 1915: Don Caesar de Bazan